# 풍차

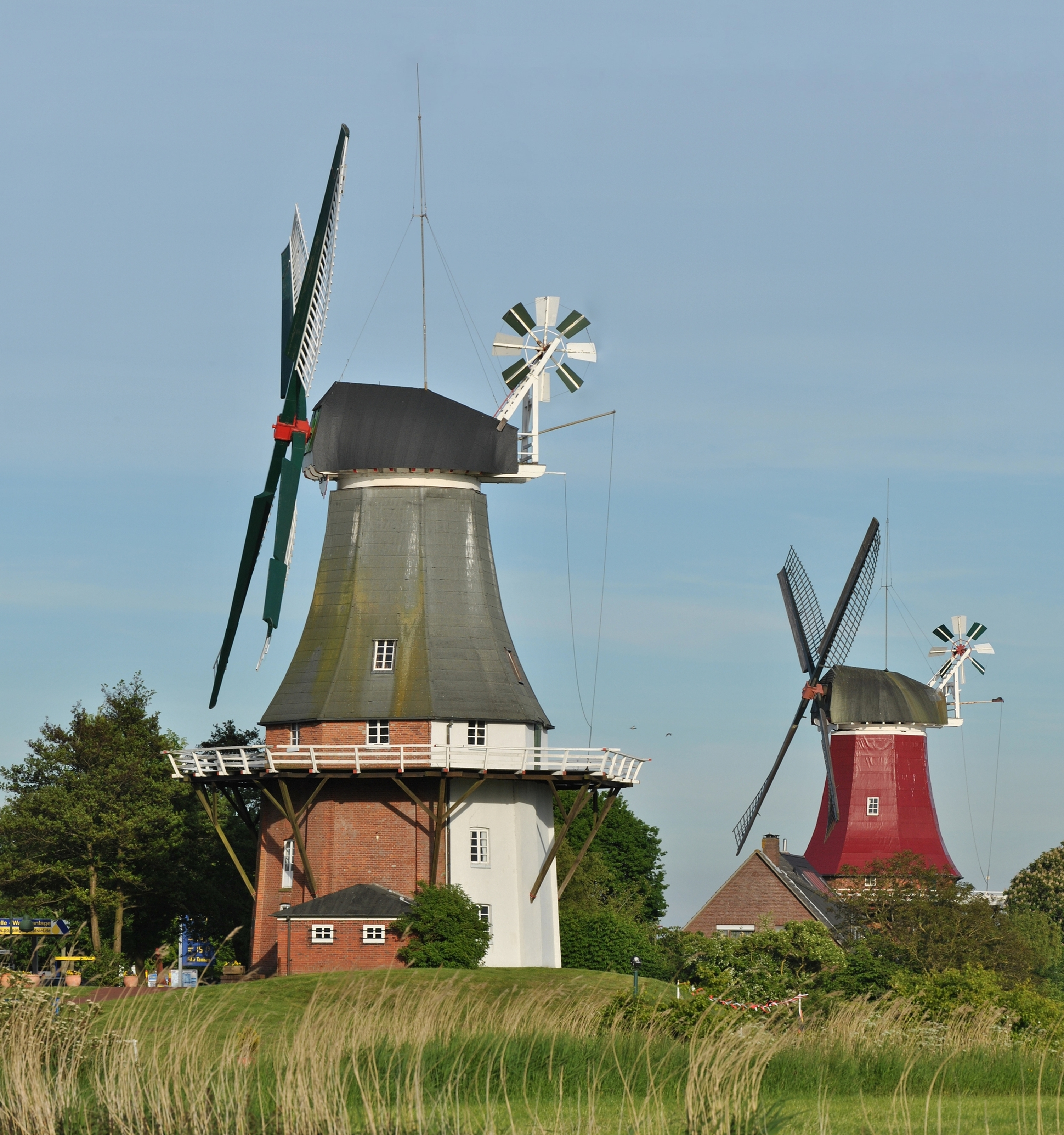
독일의 풍차

풍차(風車)는 바람의 힘을 이용하여 동력을 얻어 돌아가는 기계이다.
풍차의 기원은 기원후 7세기의 페르시아 제국 지역에서부터 찾을 수 있다. 중국에서도 13세기 무렵에 지어진 것으로 추정되는 풍차들이 있다. 유럽에 있는 풍차들은 약 11세기 무렵부터 지어진 것으로, 국토가 해면보다 낮아 배수가 필요한 네덜란드 등지에서 특히 많이 사용되었다.
과거 전기가 아직 동력으로 사용되지 않던 시절 풍차는 주로 방앗간으로 사용하기 위해 세워졌다.
19세기 산업 혁명 이후 증기 기관의 발달로 풍차의 역할은 과거보다 많이 축소되었지만, 아직도 양수기를 대체하여 물을 대거나 또는 풍력을 이용하여 전기를 생산하는 풍력 발전, 풍차의 회전 수를 보며 풍속을 측정하는 데 사용되고 있다. 또한 네덜란드나 일본 등지에서는 관광객 유치 등을 목적으로 사용하고 있다.
풍차의 모양은 여러 가지로, 네덜란드에서 발달한 날개가 4개 있는 것, 미국 등에서 사용되는 날개가 많은 것, 최근 발전용으로 사용되는 프로펠러형 등이 대표적인 것이다.

## 선구자

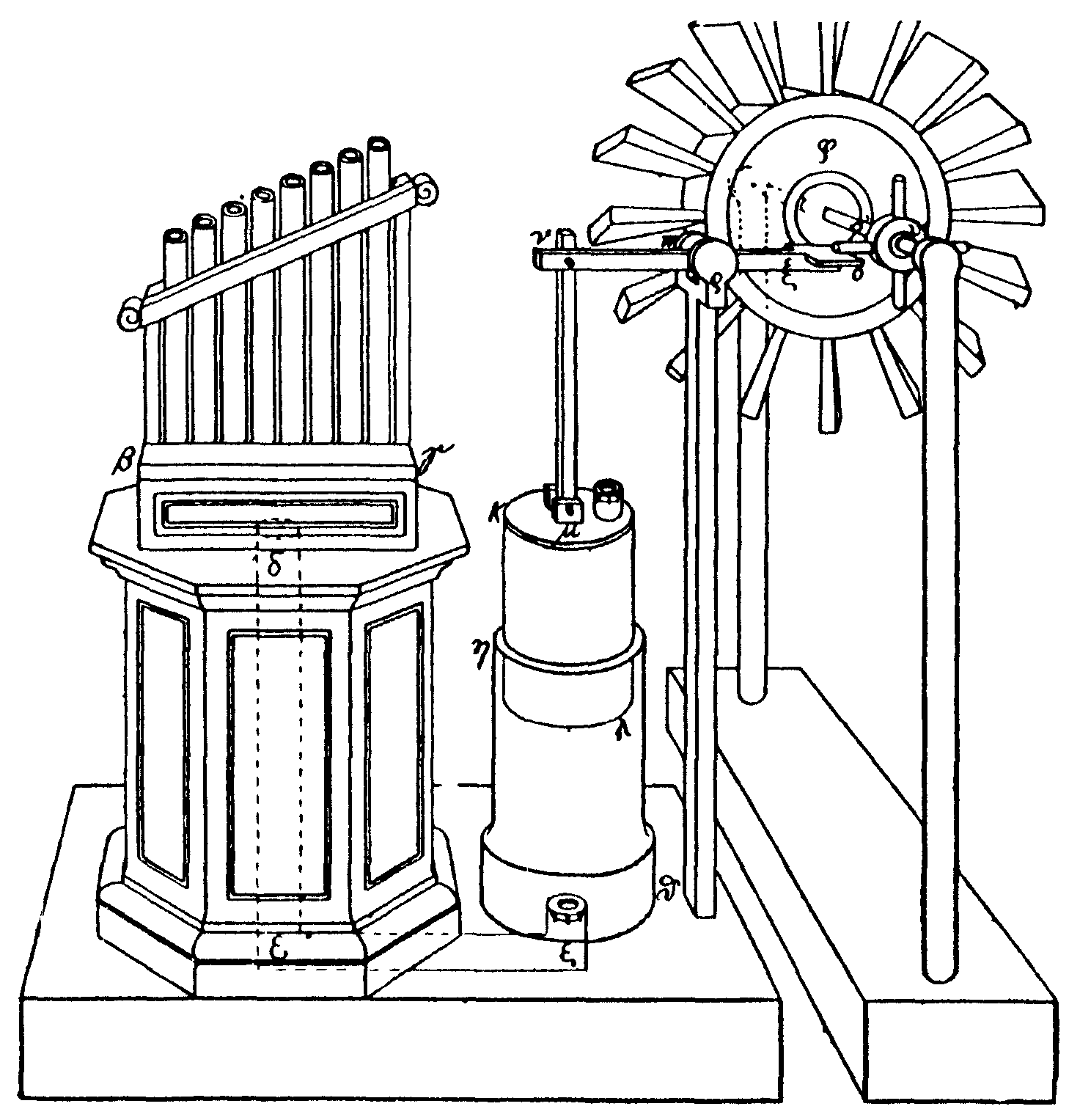
19세기에 복원된 헤론의 풍력 오르간

풍력 발전 기계는 9세기에 처음으로 발견된다. 다만, 이전에도 풍력 발전에 관련된 문헌이 존재한다. 1세기 아이깁투스(로마령 이집트)에서 활동했던 과학자 헤론은 기계에 동력을 공급하기 위해 바람으로 움직이는 바퀴를 묘사했다. 그가 묘사한 풍력 오르간은 실제로 쓰였는지 불분명하며, 단지 설계나 장난감에 불과했다는 설도 있다.

## 같이 보기
- 돈 키호테
- 연자방아
- 지속 가능한 에너지
- 물레방아